# Antiga fusteria de Térmens
L'Antiga fusteria és una obra gòtica de Térmens (Noguera) inclosa a l'Inventari del Patrimoni Arquitectònic de Catalunya.

## Descripció
Edifici civil d'estil renaixentista, realitzat amb pedra, fusta i ferro.
La casa consta de planta baixa, pis i golfes. La planta baixa presenta dos portes d'accés de fusta, la més gran d'arc de mig punt i l'altra allindada. El primer pis té dos balcons, decorats amb columnes adossades i a la part de dalt hi ha la golfa amb dues finestres. Entre el primer pis i la golfa hi ha una cornisa, que marca la separació entre els pisos.

## Història
Aquesta casa fou edificada durant els segles XVI-XVII, havia estat una fusteria i actualment es troba tancada. És la casa més antiga de la plaça Manel Bertran.
La casa fou realitzada amb diners particulars.